# Шизоанализ
Шизоанализ — направление в философии и одновременно в психиатрии, сознательно противопоставляющее себя психоанализу и вырастающее на базе его критики. Разработан Жилем Делёзом и Феликсом Гваттари в их двухтомной работе «Анти-Эдип» и Тысяча плато.
Основная идея шизоанализа состоит в том, что наше психическое бессознательное функционирует по аналогии с производством, у которого есть инвестиции, машины производства (машины желания), собственно производство, воспроизводство и все с ними связанное. Этой аналогии с производством шизоанализ обязан марксизму. В этом смысле психическое поле смыкается с социальным полем — везде действуют машины желания. Критика психоанализа идет по двум направлениям. Во-первых, против редукции всех возможных способов производства желания к одной семейной «трагедии» — Эдипову комплексу. Жизнь многообразнее — на почве психики разыгрываются все трагедии мира, а не только трагедия Эдипа. Нельзя либидо сводить лишь к семейным инвестициям, тем самым репрессируя инвестиции социального поля. Фактически, как утверждает шизоанализ, психоанализ есть некоторая репрессия по отношению к желанию, которое сводится только к одному сценарию — «грязной семейной истории», тем самым не достигая уровня социальных инвестиций либидо. Это выражается, в частности, в том, что психоанализ понимает только невротика, но не психотика и шизофреника. Во-вторых, против персонификации (Сверх-Я, Я, Оно, танатос), театрализации машин желания. Шизоанализ противопоставляет себя любым формам редукции, ограничения, приближения к паранойяльному полюсу субъективации. Свою психиатрическую и психоаналитическую практику Феликс Гваттари определяет словом трансверсальность, подразумевающим пересечение и даже наложение различных форм знания и различных полей становления субъективности.
Философской основой позиции шизоанализа, кроме марксизма, является постмодернизм, исходящий из первичности различия, не сводимого к различию видов внутри рода. Это различие на уровне желания есть некоторый материальный процесс внутри тела (тела без органов) и только во вторичном смысле — его истолкование, представление, осознание. В этом смысле шизоанализ есть материалистическая психиатрия, которая сводит желание к производству. Психоанализ же показывает себя как идеализм в области теории и практики, поскольку сводит телесное производство к системе так называемых бессознательных представлений и к соответствующим формам причинности, выражения и понимания. Психоанализ вообще ошибочно исходит из того, что все можно осознать, более того, что всякая психика, бессознательное может быть описана во всеобщих категориях и может быть выстроена его простая теория, применимая ко всем. Психоанализ ставит субъект и сознание на вершину пирамиды субъективности, принимая даже романтическую позицию — осознание лечит. В протиположность этому, шизоанализ рассматривает субъекта, сознание только как одну из машин внутри тела. Это опять же идёт в русле идей постмодернизма. Осознание не меняет сами машины желания, которые живут своей жизнью, но может на них влиять — например, ломать, извращать, репрессировать и т. д.